# Stroeder
Stroeder es una localidad del partido de Patagones, provincia de Buenos Aires, Argentina, situada a 80 km al norte de la ciudad cabecera de dicho partido, Carmen de Patagones. 
Es una localidad netamente agrícola-ganadera desde sus comienzos y viene de atravesar una de las crisis de sequía más grande de su historia, sino la de mayor desastre y repercusión, registrando tres años de muy poco porcentaje anual de precipitaciones ocasionando un desastre productivo y ecológico.

## Población
Cuenta con 1 998 habitantes (Indec, 2010), lo que representa un incremento del 1% frente a los 1975 habitantes (Indec, 2001) del censo anterior.
| Gráfica de evolución demográfica de Stroeder entre 1991 y 2010 |
|                                                                |
| Fuente: Censos nacionales del INDEC                            |

## Historia
Fundada el 11 de noviembre de 1913 por la Empresa de Colonización Stroeder; fundadora de otras localidades como Salliqueló, Villa Iris, o Tres Lomas, todas localidades de la provincia de Buenos Aires, entre otras, con Hugo Stroeder a la cabeza.

## Deportes
- Fútbol: Club Social y Deportivo San Lorenzo de Stroeder es el nombre del Club de Fútbol de la localidad fundado en 1930 que cuenta con un polideportivo (con dos canchas y una pileta de natación con confitería) y la sede (con cancha de paddle, cantina y salón de fiestas). Esta institución además es la que promueve desde hace varios años en la isla de Bahía San Blas, provincia de Buenos Aires, Argentina al sudoeste del Partido de Patagones un ya famoso concurso de pesca a nivel nacional.

También cuenta con una escuela de patín conformada por grandes patinadores que año a año consiguen logros de manera exitosa, a nivel Regional, Provincial y Nacional, representando de la mejor manera al pequeño pueblo y querido club. 

## Parroquias de la Iglesia católica en Stroeder
| Arquidiócesis | Bahía Blanca             |
| ------------- | ------------------------ |
| Parroquia     | Sagrado Corazón de Jesús |